# لتوکس
لتوکس (به اسپانیایی: Letux) یک دهستان در اسپانیا است که در استان ساراگوسا واقع شده‌است. لتوکس ۳۰ کیلومتر مربع مساحت و ۴۳۳ نفر جمعیت دارد.